# Поспелов, Дмитрий Александрович
Дми́трий Алекса́ндрович Поспе́лов (19 декабря 1932 — 30 октября 2019, Москва) — советский и российский кибернетик, доктор технических наук, профессор, профессор МФТИ.

## Биография
В 1956 году окончил механико-математический факультет Московского государственного университета. С 1956 по 1968 годы работал в Московском энергетическом институте, с 1968 года профессор МФТИ. С 1968 по 1998 годы работал в Вычислительном центре РАН в должности заведующего отделом проблем искусственного интеллекта.
Являлся руководителем двух международных проектов по созданию прототипов ЭВМ новых поколений — советско-венгерского проекта ЛИВС (Логическая информационно-вычислительная система) и проекта ПАМИР (Параллельная архитектура. Микроэлектроника. Интеллектуальный решатель), разрабатываемого совместно с Чехословакией, Болгарией и Польшей.
С 1998 по 2003 годы — председатель программного комитета ежегодной международной конференции «Мягкие вычисления и измерения».
Был заместителем председателя секции «Прикладные проблемы кибернетики» при Московском доме научно-технической пропаганды (общество «Знание»), заместителем председателя Научного совета по проблеме «Искусственный интеллект» Отделения информатики, вычислительной техники и автоматизации Академии наук СССР, заместителем председателя секции «Искусственный интеллект» Научного Совета по комплексной проблеме «Кибернетика» при Президиуме Академии наук СССР, заведующим Международной лабораторией ЮНЕСКО по искусственному интеллекту при ИПС РАН, руководителем ВНТК «Интеллектуальные системы» РАН, членом редсоветов издательств «Радио и связь», «Энергатомиздат», главным редактором созданного им в 1991 году журнала «Новости искусственного интеллекта».
В 1989 году стал президентом советской (позднее — российской) Ассоциации искусственного интеллекта, в 1991-м — председателем Совета советской (российской) Ассоциации нечётких систем, а в 1994 году — президентом Ассоциации «Информационные технологии и компьютерные системы в медицине».
Среди его учеников пять докторов наук и более 50 кандидатов наук.

## Афоризмы Д. А. Поспелова
- В науке первым часто оказывается не тот, кто сказал «А», а тот, кто сказал «Я»[3].

## Труды
Автор 20 монографий и более 300 статей.
1. Поспелов Д. А. Арифметические основы вычислительных машин дискретного действия. М.: Высшая школа, 1970. 307 с.
2. Гаазе-Рапопорт М. Г., Поспелов Д. А. От амёбы до робота: Модели поведения. М.: Наука, 1987 г. 288 с.
3. Поспелов Д. А. «Логические методы анализа и синтеза схем» (три издания в СССР, 1964, 1968 и 1974 гг., переведена на болгарский и немецкий)[4]
4. Поспелов Д. А. «Логико-лингвистические модели в системах управления» (М.: Энергоиздат,-1981 г.), в которой изложены принципы построения интеллектуальных систем для проектирования и управления.
5. Поспелов Д. А. Моделирование рассуждений. Опыт анализа мыслительных актов. М.: Радио и связь, 1989. — 184 с.
6. «Введение в теорию вычислительных систем» (1972, переведена на немецкий, два издания, 1973, 1977 гг., переведены на чешский, болгарский и немецкий), где был дан общий взгляд на системы проектирования сложных технических систем.
7. Поспелов Д. А. Ситуационное управление: Теория и практика. — М.: Наука.- Гл. ред. физ.-мат. Лит., 1986. −288 с.
8. Поспелов Д. А. Вероятностные автоматы. — М.: Энергия, 1970. — 88 с.
9. Поспелов Д. А. «Игры и автоматы» (1966 г., переведена на польский и испанский).
10. Поспелов Д. А., Пушкин В. Н. Мышление и автоматы. — М.: Советское радио, 1972 «Мышление и автоматы» (1972, переведена на чешский), где впервые сформулированы модели, лежащие в основе метода ситуационного управления большими системами, теория которого изложена в монографии.
11. Поспелов Д. А. Системы управления. Задание. Проектирование. Реализация. 1972.
12. Поспелов Д. А. Фантазия или наука: на пути к искусственному интеллекту. 1982.
13. Варшавский В. И., Поспелов Д. А. Оркестр играет без дирижёра. М.: Наука, Главная редакция физико-математической литературы, 1984.
14. Поспелов Д. А. Нечёткие множества в моделях управления и искусственного интеллекта. 1986.
15. Поспелов Д. А. Инженерия знаний. // Наука и жизнь. 1987, N 6.
16. Поспелов Д. А. Где начало того конца, которым кончается это начало. // Знание — сила. 1988, № 6.
17. Поспелов Д. А. Экспертные системы: состояние и перспективы. 1989.
18. Кандрашина Е. Ю., Литвинцева Л. В., Поспелов Д. А. Представление знаний о времени и пространстве в интеллектуальных системах / Под ред. Д. А. Поспелова. — М.: Наука. Гл. ред. физ.-мат. лит. — 328 с. — (Пробл. искусств. интеллекта). — ISBN 5-02-014096-1.
19. Искусственный интеллект. Справочник в трёх томах. М.: Радио и связь, 1990. / под ред. В. Н. Захарова, Э. В. Попова, Д. А. Поспелова, В. Ф. Хорошевского
20. Левитин К. Е., Поспелов Д. А. Будущее искусственного интеллекта. 1991.
21. Левитин К. Е., Поспелов Д. А. Семинар по психонике // Новости искусственного интеллекта, 1991, № 1, с. 31-36.
22. Аверкин А. Н., Гаазе-Рапопорт М. Г., Поспелов Д. А. Толковый словарь по искусственному интеллекту. М.: Радио и связь, 1992.
23. Поспелов Д. А. История искусственного интеллекта до середины 80-х годов // Новости искусственного интеллекта, 1994, № 4, с. 74-95.
24. Поспелов Д. А. Новые информационные технологии — это те ключи, которые откроют нам путь в новое общество // Новости искусственного интеллекта, 1994, № 2, с. 57-76
25. Поспелов Д. А. Информатика. Энциклопедический словарь . М.: Просвещение, 1994.
26. Поспелов Д. А. Десять «горячих точек» в исследованиях по искусственному интеллекту. Опубликовано в: Интеллектуальные системы (МГУ). — 1996. — Т. 1, вып. 1-4. — C. 47-56.
27. «Представление знаний о пространстве и времени в системах искусственного интеллекта» (1988 г.), где изложены основы псевдофизических временных, пространственных, каузальных логик, логики действий, логики целей и логики оценок.
28. Поспелов Д. А. Большие системы (ситуационные проблемы) // М.: Знание. Сер. «Математика и кибернетика», 1975, № 1.
29. Поспелов Д. А., Осипов Г. С. Прикладная семиотика.